# Miricetina
La Miricetina  (fórmula molecular: C15H10O8) es un flavonoide (una clase de compuestos polifenólicos) con propiedades antioxidantes.  Se encuentra comúnmente en verduras, frutas, nueces, bayas, té, y también en el vino tinto. La miricetina es estructuralmente similar a la fisetina, luteolina y quercetina. Se ha informado que comparten muchas funciones con estos otros flavonoles.  Se informó de que la ingesta media de miricetina por día varía en función de la dieta, pero se ha demostrado en los Países Bajos que la ingesta en promedio es de 23 mg / día.
La miricetina también se encuentra de forma natural como glucósido, la myricitrina.

## Propiedades biomédicas
La miricetina tiene propiedades antioxidantes. Investigaciones in vitro tienden a demostrar que la miricetina y la gosipetina en altas concentraciones pueden alterar la tasa de LDL permitiendo a los macrófagos  una mejor absorción. Un estudio finlandés vincula el alto consumo de miricetina con menores tasas de cáncer de próstata.
Otro estudio de 8 años mostró que tres flavonoles (el kaempferol, la quercetina y miricetina) reducen el riesgo de cáncer de páncreas en un 23%.